# Етравірин
Етравіри́н (міжнародна транскрипція ETR) — синтетичний противірусний препарат з групи ненуклеозидних інгібіторів зворотньої транскриптази для прийому всередину. Етравірин розроблений компанією «Tibotec», яка уперше розпочала його випуск під торговельною маркою «Інтеленс».

## Фармакологічні властивості
Етравірин — синтетичний противірусний препарат з групи ненуклеозидних інгібіторів зворотньої транскриптази. Механізм дії препарату полягає у зв'язуванні із ферментом ВІЛ-1 — зворотньої транскриптази та блокування активності ДНК-полімерази шляхом руйнування каталітичної частини ферменту. Етравірин активний виключно до вірусу імунодефіциту людини І типу та неактивний до ВІЛ-2 і α-, β- та γ-ДНК-полімерази людини.

### Фармакокінетика
Етравірин при прийомі всередину відносно швидко всмоктується, максимальна концентрація в крові досягається протягом 4 годин. Біодоступність препарату не досліджена. Етравірин добре зв'язується з білками плазми крові. Невідомо, чи препарат проникає через гематоенцефалічний бар'єр. Етравірин проникає через плацентарний бар'єр. Невідомо, чи препарат виділяється в грудне молоко. Етравірин метаболізується в печінці, виводиться з організму переважно з калом у вигляді неактивних метаболітів, частково виводиться нирками. Період напіввиведення препарату складає 30—40 годин, цей час не змінюється при печінковій та нирковій недостатності.

## Показання до застосування
Етравірин застосовують для лікування ВІЛ-інфекції, яку спричинює ВІЛ-1, виключно у складі комбінованої терапії у дорослих. Монотерапію препаратом не проводять у зв'язку з швидким розвитком резистентності ВІЛ-1 до препарату.

## Побічна дія
При застосуванні етравірину можливі наступні побічні ефекти:
- Алергічні реакції — часто (1—10 %, у деяких дослідженнях до 19 %) висипання на шкірі; нечасто (0,1—1 %) свербіж шкіри, кропив'янка, гарячка, бронхоспазм, задишка, набряк Квінке, анафілактичний шок; рідко (менше 0,1 %) синдром Стівенса-Джонсона.
- З боку травної системи — часто (1—10 %) нудота, блювання, діарея, біль у животі, гастоезофагальний рефлюкс; нечасто (0,1—1 %) гепатит, жовтяниця, печінкова недостатність, панкреатит, метеоризм, стоматит, запор, зниження апетиту, блювання кров'ю (мелена).
- З боку нервової системи — часто (1—10 %) головний біль, периферична нейропатія, підвищена втомлюваність, страх, безсоння; нечасто (0,1—1 %) сонливість, судоми, втрати свідомості, амнезія, тремор, парестезії, нечіткість зору, кошмарні або незвичні сновидіння, геморагічний інсульт.
- З боку опорно-рухового апарату — у осіб із факторами ризику, прогресуванням ВІЛ-інфекції або при тривалому застосуванні антиретровірусних препаратів спостерігався остеонекроз.
- З боку серцево-судинної системи — часто (1—10 %) артеріальна гіпертензія; нечасто (0,1—1 %) інфаркт міокарду, стенокардія, фібриляція передсердь.
- З боку сечовидільної системи — часто (1—10 %) ниркова недостатність.
- Інші побічні ефекти — часто (1—10 %) цукровий діабет; нечасто (0,1 %) ліподистрофія, лактатацидоз, гінекомастія (переважно у комбінації з іншими препаратами).
- Зміни в лабораторних аналізах — часто (1—10 %) анемія, тромбоцитопенія, підвищення рівня сечовини, креатиніну, білірубіну в крові, гіперглікемія, гіпертригліцеридемія, гіперхолестеринемія, підвищення активності амінотрансфераз і ліпази в крові, нейтропенія.

Під час проведення комбінованої антиретровірусної терапії у хворих зростає ймовірність лактатацидозу та гепатонекрозу. При проведенні ВААРТ у хворих зростає ймовірність розвитку серцево-судинних ускладнень, гіперглікемії та гіперлактемії. Під час проведення ВААРТ зростає ймовірність синдрому відновлення імунної системи із загостренням латентних ВІЛ-асоційованих інфекцій.

## Протипоказання
Етравірин протипоказаний при підвищеній чутливості до препарату, при вагітності та годуванні грудьми. Етравірин не застосовується хворим молодшим 18 років. Препарат не рекомендується застосовувати разом із рифампіцином, кетоконазолом, рифампіцином, рифабутином, атазанавіром, ритонавіром, індинавіром та препаратами звіробою.

## Форми випуску
Етравірин випускається у вигляді таблеток по 0,1 г.